# Міжнародний центр перспективних досліджень
Міжнародний центр перспективних досліджень (МЦПД) — громадська організація, український аналітичний центр, заснований за ініціативи Інституту відкритого суспільства (Open Society Institute) 1994 року.

## Історія
МЦПД було засновано у 1994 за ініціативи Інституту відкритого суспільства (м. Прага). На той час МЦПД був першим незалежним аналітичним центром України. Його місія полягала в аналізі економічної політики та підготовці довгострокових прогнозів для Уряду та Президента України.

## Реалізовані проекти
За останні 24 роки МЦПД успішно завершив низку проектів у політичній та економічній сферах, спрямованих на підвищення потенціалу України у світі. Протягом 2015—2017 МЦПД реалізував 39 проектів у сфері реформ, реінтеграції та модернізації України. Деякі з цих проектів охоплювали всі регіони нашої держави.
Перелік реалізованих проектів у 2015—2018 роках:
Підтримка реформ:
- Підвищення економічної спроможності сільських територій у контексті імплементації Угоди про асоціацією між Україною та ЄС на прикладі Чернівецької області;
- Приховані тригери економічного зростання в країнах Вишеградської четвірки;
- Аналіз якості впровадження реформ та їх міжсекторального впливу;
- Прозорі, фінансово незалежні та конкурентні муніципалітети в Україні;
- Імплементація Угоди про асоціацію між Україною та Європейським Союзом;

Врегулювання конфліктів:
- Започаткування Національного діалогу в Україні;
- Моделювання імплементації Мінських угод та підтримка стратегічних радників при МінТОТ;
- Комунікаційна кампанія з підтримки толерантності і взаєморозуміння в суспільстві «Віднайти Повагу»

Конституційна реформа:
- Побудова загальносуспільного діалогу для проведення конституційної реформи;
- Використання світового експертного досвіду та проведення публічних консультацій в процесі внесення змін до Конституції України.

Гендерна рівність:
- Збільшення можливостей жінок;
- Рівні можливості для чоловіків та жінок у політиці, бізнесі та громадянському житті;
- Модернізація України через ґендерну рівність;
- Поза протоколом: участь жінок у міжнародній політиці в Україні та Німеччині.

Боротьба з корупцією:
- Місцевий громадський контроль за використанням бюджетних коштів (для Рівненської, Херсонської, Сумської, Чернівецької та Житомирської областей);
- Місцевий громадський контроль за використанням бюджетних коштів (для Хмельницької, Рівненської, Чернівецької, Чернігівської та Херсонської областей);
- Коаліція регіональних громадських організацій щодо забезпечення контролю за використанням державних фінансів.

Лідери змін:
- Тренінг із стратегічних комунікацій;
- Вишеградська академія політичного лідерства;
- Визначення потреб у сфері політичної освіти в Україні.

## Регулярні публікації
- «Inside Ukraine» — регулярний аналітичний вісник про внутрішні події в Україні;
- «Економічний прогноз» — щомісячний аналіз економічної ситуації в Україні.

## Регулярні заходи
- Дипломатичні брифінги, регулярні зустрічі з іноземними дипломатами в Україні diplomats з метою обговорення державних рішень, питань політичної конкуренції та економічного прогнозу відповідно до правил конфіденційності Чатем-Хаус;

## Членство в професійних асоціаціях та організаціях
- PASOS, мережа центрів у Центральній і Східній Європі та Центральній Азії;
- Офіс зв’язку українських аналітичних центрів у Брюсселі, асоціація українських аналітичних центрів, що зосереджуються на спільних зусиллях на рівні ЄС з метою вдосконалення процесу реформування в Україні, а також на інтеграції України до ЄС;
- Платформа громадянського суспільства України — ЄС, інструмент двосторонньої співпраці між ЄС та громадянським суспільством в Україні, що передбачено в Угоді про асоціацію між нашою країною та ЄС;
- Українська Національна платформа Форуму громадянського суспільства Східного партнерства, відкритий майданчик для громадських організацій, створений з метою обговорення, проведення консультацій, інформаційної діяльності в рамках імплементації політики Східного партнерства;
- Громадська Рада при Комітеті Верховної Ради України з питань зовнішньої політики, платформа громадських експертів, спрямована на проведення громадської експертизи зовнішньої політики України;
- Громадська Рада при міжфракційному об’єднанні «Рівні можливості» у Верховній Раді України, платформа неурядових організацій і експертів, спрямована на просування гендерної рівності в українській політиці, державному управлінні та суспільстві.

## Ключові донори (2015—2018)
- Міжнародний фонд «Відродження», одна з найбільших організацій в Україні, що надає фінансову та організаційну підтримку у розвиткові відкритого та демократичного суспільства в Україні шляхом підтримки ключових громадських ініціатив;
- Matra, програма соціального перетворення Уряду Королівства Нідерландів;
- Німецьке відділення Фонду Маршалла США, програма сприяння дослідженням і аналізу; скликає лідерів з політичних питань Трансатлантичного регіону.
- Програма «UK-UA: Підтримка реформ в Україні» Міністерства закордонних справ Великої Британії;
- Фінський фонд місцевого співробітництва, фонд Посольства Фінляндії в Києві, спрямований на підтримку місцевих громадських організацій;
- Канадський фонд місцевих ініціатив, програма підтримки невеликих проектів, розроблених та реалізованих місцевими громадськими організаціями та організаціями низинного рівня, таких як сільські ради, кооперативи та жіночі об’єднання;
- Міжнародний Вишеградський фонд, мета якого сприяти та просувати розробку тіснішої співпраці між Вишеградським регіоном та іншими країнами, особливо у західнобалканському регіоні та регіоні Східного партнерства;
- Interpeace, незалежна, міжнародна миротворча організація, створена Організацією Об’єднаних Націй (ООН) з метою розробки інноваційних шляхів побудови миру.

## Міжнародне визнання
2017: МЦПД у рейтингу 2017 Global Go To Think Tank Index Report, підготовлений Університетом Пенсильванії (США):
- 34 місце у категорії «Кращі аналітичні центри Центральної та Східної Європи»;
- 52 місце у категорії «Кращі аналітичні центри з розробки освітньої політики»;
- 112 місце у категорії «Кращі аналітичні центри у сфері міжнародної політики та міжнародних відносин».

2016: МЦПД у рейтингу 2016 Global Go To Think Tank Index Report, підготовлений Університетом Пенсильванії (США):
- 33 місце у категорії «Кращі аналітичні центри Центральної та Східної Європи»;
- 54 місце у категорії «Кращі аналітичні центри з розробки освітньої політики»;
- 113 місце у категорії «Кращі аналітичні центри у сфері міжнародної політики та міжнародних відносин».

2015: МЦПД у рейтингу 2015 Global Go To Think Tank Index Report, підготовлений Університетом Пенсильванії (США):
- 32 місце у категорії «Кращі аналітичні центри Центральної та Східної Європи»;
- 55 місце у категорії «Кращі аналітичні центри з розробки освітньої політики»;
- 112 місце у категорії «Кращі аналітичні центри у сфері міжнародної політики та міжнародних відносин».

2014: МЦПД у рейтингу 2014 Global Go To Think Tank Index Report, підготовлений Університетом Пенсильванії (США):
- 40 місце у категорії «Кращі аналітичні центри Центральної та Східної Європи»;
- 54 місце у категорії «Кращі навчальні аналітичні центри».

2013: МЦПД у рейтингу 2013 Global Go To Think Tank Index Report, підготовлений Університетом Пенсильванії (США):
- 43 місце у категорії «Кращі аналітичні центри Східної та Центральної Європи»;
- 45 місце у категорії «Кращі навчальні аналітичні центри».

2012: МЦПД у рейтингу 2012 Global Go To Think Tank Index Report, підготовлений Університетом Пенсильванії (США):
- 43 місце у категорії «60 кращих аналітичних центрів світу»;
- Місце у рейтингу кращих Аналітичних центрів з розробки освітньої політики.

2010: МЦПД виграв конкурс політичних досліджень серед членів PASOS на тему «Громадянське суспільство та Європейський інструмент сусідства й партнерства(ENPI)»;
2010: МЦПД у рейтингу 2010 Global Go To Think Tank Index Report, підготовлений Університетом Пенсильванії (США):
- 18 місце у категорії «Аналітичні центри Центральної та Східної Європи».

2009: МЦПД у рейтингу 2009 Global Go To Think Tank Index Report, підготовленого Університетом Пенсильванії (США):
- 14 місце у категорії «30 кращих аналітичних центрів Центральної та Східної Європи»;
- Місце серед 392 аналітичних центрів у номінації «Один із провідних аналітичних центрів світу».

2009: Кредитно-рейтингове агентство визнало МЦПД найкращим серед компаній у сфері прогнозування курсу долара.
2008: МЦПД посів місце у рейтингу 228 кращих аналітичних центрів світу (серед 5080) за оцінкою Науково-дослідницького інституту зовнішньої політики (FPRI).
2005: Глобальна Мережа Розвитку визнала МЦПД найуспішнішим аналітичним центром в Україні.

## Основні міжнародні партнери
- Програма розвитку ООН в Україні (Київ);
- Центр європейської політики (EPC), незалежний, неприбутковий аналітичний центр, який сприяє поширенню політики європейської інтеграції шялхом аналізу та дискусій (Брюссель);
- Центр європейських політичних досліджень (CEPS), провідний аналітичний центр і форум для дебатів з питань ЄС (Брюссель);
- Міжнародний центр демократичних реформ (ICDT), неприбуткова організація, що накопичує досвід останніх демократичних реформ та ділиться ними з тими, хто вирішив йти тим самим шляхом (Будапешт);
- Фонд Роберта Шумана, центр інформаційних досліджень, що займається розробкою досліджень з теми Європейського Союзу, поширюючи їх зміст у Франції, Європі та в країнах по всьому світу (Париж);
- Інститут економічних і соціальних реформ (INEKO), неурядова неприбуткова організація, заснована для підтримки економічних та соціальних реформ, які спрямовані на усунення перешкод з метою довгострокового позитивного розвитку економіки та суспільства Словаччини (Братислава);
- Cultural Vistas GmbH, неприбуткова організація, що сприяє порозумінню та культурній співпраці між окремими особами та інституціями (Берлін — Нью-Йорк);
- mediatEur, неприбуткова організація, що підтримує мирне розв’язання збройних конфліктів всередині та між державами шляхом популяризації використання інноваційних та ефективних методів розв’язання конфліктів, а також за допомогою діалогу й посередництва (Брюссель);
- swisspeace, науково-дослідницький інститут з вивчення проблематики миру, що вивчає збройні конфлікти та розробляє стратегії їх мирного врегулювання (Берн);
- Polis 180, німецький аналітичний центр низинного рівня, створений молодими ентузіастами, які цікавляться політикою та міжнародними відносинами; діяльність організації спрямована на подолання поділів у суспільстві та сфокусована на питаннях, які найбільше хвилюють молоде покоління;
- Нідерландський інститут багатопартійної демократії (NIMD), організація, що надає сприяння політичним партіям в Нідерландах та політичним партіям у молодих демократичних країнах світу.

## Публікації МЦПД різних періодів
| Назва публікації | Опис |
| ---------------- | --- |
|                  | Вісник центру — двотижневий інформаційний бюлетень щодо поточних досліджень, проектів та подій Центру. |
|                  | Європейські акценти — видання щодо важливих питань європейської інтеґрації України та політики ЄС стосовно України. |
|                  | Inside Ukraine — щотижнева англомовна, україномовна та російськомовна публікація, що інформує про поточні політичні події в Україні та надає поглиблений аналіз головних тенденцій внутрішньої політики, економіки та енергетики України. |
|                  | Перспективні дослідження — публікація, що пропонує аналіз актуальних питань українського, європейського та міжнародного масштабу, які потребують відповіді влади та реакції громадськості.                                                |
|                  | Економічний прогноз — гнучкіша оновлена версія багаторічного продукту МЦПД «Квартальні передбачення», що містить макроекономічний прогноз на три роки, базу статистичних даних та аналіз чинників і ризиків.                              |
|                  | Споживчі настрої — регулярна публікація МЦПД і компанії GfK Ukraine про настрої споживачів. |